# 茂木邦夫
茂木 邦夫（もてき くにお）は、日本のCGディレクター。
株式会社 冬寂
有限会社オレンジ

## 略歴[1]
- 2004年 株式会社アムガ
- 2016年 有限会社オレンジ
- 2018年 株式会社冬寂

## 主な作品

### テレビシリーズ作品
- 『ファイトリーグ ギア・ガジェット・ジェネレーターズ』（2019）- CG制作協力
- 『Hard Rock Family Live　〜初音ミク＆戸山香澄 on Snow Stage〜』（2019）- プロジェクションマッピング[2]
- 『モンスターストライク THE MOVIE ソラノカナタ』（2018）- CGアニメーター
- 『宝石の国』（2017）-CGシステムディレクター - CGディレクター（1・2・5・8・12話）[3][4][5]
- 『劇場版 艦これ』（2016）- CGアニメーションサブチーフ
- 『ラクエンロジック』（2016）- CGアニメーター
- 『ドラゴンボール超』（2015）-デジタル撮影
- 『暴れん坊力士!!松太郎』（2014）-デジタル撮影
- 『ドラゴンボール改』（2014）-デジタル撮影
- 『団地ともお』（2013）-CGアニメーター
- 『ラストエグザイル-銀翼のファム-』（2011）-3DCG
- 『トリコ』（2011）-デジタル撮影[6]
- 『COBRA THE ANIMATION（TV）』（2010）-3DCG
- 『COBRA THE ANIMATIO（OVA）』（2008）-3DCG